# Музафаров, Азиз Мансурович
Ази́з Мансу́рович Музафа́ров (род. 21 августа 1950, Фергана) — советский и российский учёный-химик, специалист в области высокомолекулярных соединений. Академик Российской академии наук (2011), доктор химических наук (1997), профессор кафедры физики полимеров и кристаллов физического факультета МГУ (с 2002).

## Биография
В 1973 году окончил кафедру К. А. Андрианова в Московском институте тонкой химической технологии им. М. В. Ломоносова с квалификацией «инженер химик-технолог».
В 1973—1982 годы — младший научный сотрудник Научного совета по синтетическим материалам при Президиуме АН СССР.
С 1983 года — младший и старший научный сотрудник, с 1991 — заведующий лабораторией синтеза элементоорганических полимеров Института синтетических полимерных материалов РАН. Одновременно с 2002 года — профессор кафедры физики полимеров и кристаллов физического факультета МГУ; читает спецкурс «Молекулярные нанообъекты. Синтез свойства, перспективы практического применения», курсы лекций «Современные методы синтеза полимеров» и «Макромолекулы-частицы», а также на кафедре высокомолекулярных соединений химического факультета читает спецкурс «Введение в специальность».
С 2013 по 2018 годы — директор Института элементоорганических соединений им. А. Н. Несмеянова РАН.
Входит в состав совета РАН по высокомолекулярным соединениям, Учёного совета ИСПМ РАН, диссертационных советов ИНЭОС РАН, ГНИИХТЭОС. Член редколлегий журналов «Известия РАН серия химическая», «Высокомолекулярные соединения», «Silicon».
Председатель оргкомитета Андриановской конференции, член оргкомитета Каргинской конференции, председатель программного комитета школы конференции «Макромолекулярные нанообъекты и полимерные нанокомпозиты». Основатель и руководитель научной школы «Макромолекулы-частицы — новая форма высокомолекулярных соединений».

## Научная деятельность
В 1981 году защитил кандидатскую («Полифункциональные кремнийорганические олигомеры и термостойкие полимеры на их основе»), в 1997 — докторскую диссертацию («Кремнийорганические дендримеры и сверхразветвлённые полимеры»).
Член-корреспондент РАН (c 26.5.2000), действительный член РАН (с 22.12.2011) по Отделению химии и наук о материалах (секция химических наук).
Основные направления исследований:
- кремнийорганическая химия;
- химия высокомолекулярных соединений;
- молекулярные нанообъекты: дендримеры, сверхразветвлённые полимеры, многолучевые звёзды и пр.

Основные достижения:
- предложил (в соавторстве с Е. А. Ребровым) метод синтеза новых кремнийорганических синтонов — натрийоксиорганоалкоксисиланов, ставших основой для получения кремнийорганических дендримеров с силоксановым скелетом макромолекул;
- показал, что реализация условий формирования сверхразветвлённой структуры обеспечивает выраженную направленность синтеза в сторону формирования дендритной структуры;
- сформулировал критерии сверхразветвлённости;
- разработал методы синтеза полимеров на основе дендримеров и сверхразветвлённых полимеров, методы получения многолучевых полимерных и различных форм блоксополимерных звёздообразных полимеров;
- синтезировал многолучевые функциональные полимерные звёзды на основе полилитиевых производных карбосилановых дендримеров различных генераций.

Подготовил 4 кандидатов наук. Автор более 200 научных работ и 30 зарубежных и российских патентов.

### Избранные труды
- Объемнорастущие полиорганосилоксаны // Докл. АН СССР. — 1989. — Т. 309, № 2. — С. 376.
- Объемнорастущие полиорганосилоксаны. Возможности молекулярного конструирования в высокофункциональных системах // Успехи химии. — 1991. — Т. 60, Вып. 7. — С. 1596.
- Современные тенденции развития химии дендримеров // ВМС: Серия С. — 2000. — Т. 42, № 11. — (в соавт.)
- From a hyperbranched polyethoxysiloxane toward molecular forms of silica: A polymer-based approach to the monitoring of silica properties // ACS Symposium Book Series 729 / Ed. by S.J. Clarson et al. — 2000. — Feb. — Chapter 34. — P. 503—515. — ISSN 0097-6156; 729.
- From the discovery of sodiumoxyorganoalkoxysilanes to the organosilicon dendrimers and back // J. Polymer Science: Part A: Polymer Chemistry. — 2008. — Vol. 46. — P. 4935—4948.
- Voronina N.V., Meshkov I.B., Myakushev V.D., Laptinskaya T.V., Papkov V.S., Buzin M.I., Il’ina M.N., Ozerin A.N., Muzafarov A.M. Hybrid organo-inorganic globular nanospecies: transition from macromolecule to particle // J. Polymer Science: Part A. — 2010. — Vol. 48. — P. 4310—4322.
- Muzafarov A.M., Rebrov E.A. Polysiloxane and siloxane-based dendrimers // Advances in silicon science. — Springer Sci.: Business media B.V., 2009. — Vol. 2: Silicon-containing dendritic polymers. — P. 21—30.
- Muzafarov A.M. Siloxane dendrimers // Polymer Data Handbook / Ed. by J.E. Mark. — 2nd ed. — Oxford University Press, 2009. — P. 1194—1195.
- Muzafarov A.M. Carbosilane dendrimers // Polymer Data Handbook / Ed. by J.E. Mark. — 2nd ed. — Oxford University Press, 2009. — P. 65—68.
- Sheremetyeva N.A., Voronina N.V., Bystrova A.V., Miakushev V.D., Buzin M.I., Muzafarov A.M. Fluorine-containing organosilicon polymers of different architectures: Synthesis and properties study // Advances in Silicones and Silicone-Modified Materials. — 2010. — Jan. 1. — P. 111—134. — (ACS Symposium series / ed. by S.J.Clarson et.al.)
- Degradable dendritic polymers — a template for functional pores and nanocavities // Macromol. Symp. — 1996. — Vol. 102. (в соавт.)
- Preparation of multi-arm star polymers with polylithiated carbosilane dendrimers // Macromol. Chem. Phys. — 1998. — Vol. 199.

## Награды и премии
- Премия имени С. В. Лебедева (1998, совместно с Е. А. Ребровым) — за цикл работ «Синтез кремнийорганических дендримеров и сверхразветвленных полимеров»[1][4][5]